# Emmanuel Chabrier

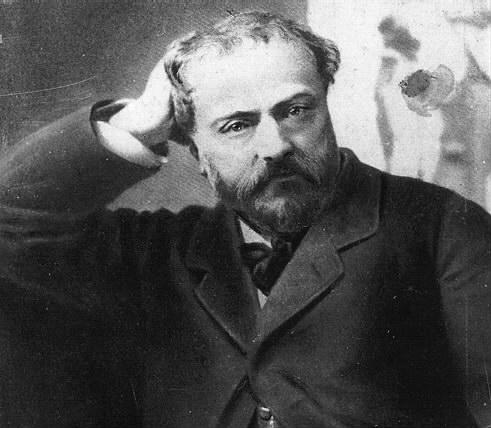
Emmanuel Chabrier

Alexis-Emmanuel Chabrier (* 18. Januar 1841 in Ambert, Département Puy-de-Dôme; † 13. September 1894 in Paris) war ein französischer Komponist und Pianist.

## Leben
Emmanuel Chabrier war der Sohn des Rechtsanwalts Jean Chabrier. Er erhielt bereits mit sechs Jahren den ersten Klavierunterricht und komponierte achtjährig einige Tänze. 1852 zog die Familie nach Clermont-Ferrand, 1856 dann nach Paris, wo er Klavierschüler von Edward Wolff wurde sowie Komposition bei T. E. Semet und Aristide Hignard und Violine bei Richard Hammer studierte. 1858 begann er zudem ein Jurastudium und erhielt 1861 eine Stellung im Innenministerium. Nebenbei komponierte er weiter, wobei er sich dabei auf leichte Klavierstücke und Operetten beschränkte.
Durch sein Interesse an Dichtung und Malerei freundete sich Chabrier mit verschiedenen Künstlern an. Auch vom Impressionismus war Chabrier fasziniert, und sein Freund Édouard Manet porträtierte ihn gleich zweimal. Der Freundschaft mit Paul Verlaine entsprangen die Libretti für seine Operetten Fisch-Ton-Kan (1863–64) und Vaucochard et fils Ier (1864), die jedoch genauso unvollendet blieben wie die 1867 begonnene Oper Jean Hunyade.
1873 heiratete er Marie Alice Dejean. Er schrieb seine ersten Orchesterwerke und hatte schließlich erste Erfolge mit seinen heiteren Opern L’étoile (1877) und Une éducation manquée (1879).
Im Hause Chabrier trafen sich nahezu alle namhaften französischen Komponisten der Zeit. Im Jahr 1880 gab er seinen Posten im Ministerium auf, um sich ganz der Musik zu widmen. Für Klavier schrieb er 1881 die zehn Pièces pittoresques, eines seiner bedeutendsten Werke. Daneben begann er als Sekretär des Dirigenten Charles Lamoureux zu arbeiten, bei welchem er unter anderem als Korrepetitor und Chorleiter fungierte. Durch diese Tätigkeiten entstanden für Chabrier wichtige Kontakte, die er für die Aufführung seiner Werke nutzen konnte. Da Lamoureux ein aktiver Unterstützer Richard Wagners war, wurde auch Chabrier zum „Wagnerianer“.
Nach einem Spanien-Aufenthalt im Jahr 1882 entstand die Orchesterrhapsodie España, sein populärstes Stück. Chabrier komponierte das Werk ursprünglich, um im Publikum die Erregung zu wecken, die er beim Anblick der iberischen Tänzer verspürte. Das Werk ist ein Ausdruck jenes Exotismus, der eines der Charakteristika der Kultur des 19. Jahrhunderts war. Schon 1879 hatte Chabrier mit der Komposition seiner – vom Einfluss der Wagnerschen Musikdramen geprägten – Oper Gwendoline begonnen, und Anfang der 1880er Jahre erhoffte er sich eine Aufführung. (Erst im Jahr 1886 sollte sich die Uraufführung aufgrund der standhaften Weigerung des Pariser Grand Opéra – am Brüsseler Opernhaus La Monnaie realisieren; allerdings musste der dortige Impresario Henry Verdhurdt nach der zweiten Aufführung der erfolgreichen Oper Insolvenz anmelden.)
Ab 1883 komponierte Chabrier vorwiegend in La Membrolle-sur-Choisille in der Touraine, wo u. a. die Trois Valses romantiques für Klavier entstanden. Nach der unglücklichen Unterbrechung der ersten Aufführungsserie von Gwendoline entstand hier auch Chabriers nächstes Bühnenwerk, Le roi malgré lui, eine komische Oper nach der Art der Operetten Jacques Offenbachs. Zwar konnte er die Komposition in nur sechs Monaten abschließen, und so wurde das Werk schon im Mai 1887 von der Pariser Opéra-Comique angenommen – doch nach der dritten Aufführung brannte das Opernhaus ab. Daneben orchestrierte Chabrier einige seiner Klavierstücke und schrieb 1890 die Six mélodies sowie die Ode à la musique für Sopran und Frauenchor.
Chabriers letzte Jahre waren von Krankheit, finanziellen Problemen und Enttäuschung über den bescheidenen Erfolg seiner Bühnenwerke gekennzeichnet. Seine letzte Oper Briséïs blieb unvollendet, dann unterband eine Lähmung das Komponieren gänzlich. Am 27. Dezember 1893 wurde Gwendoline endlich wiederaufgeführt. Zu allem Übel erkannte Chabrier seine Musik nicht wieder. 1894 starb der Komponist nach langem Leiden. Erst die nachfolgende Musikergeneration erkannte seine Bedeutung, vor allem als Klavierkomponist.

## Werke
- Opern
  - L’étoile (Der Stern, 1877)

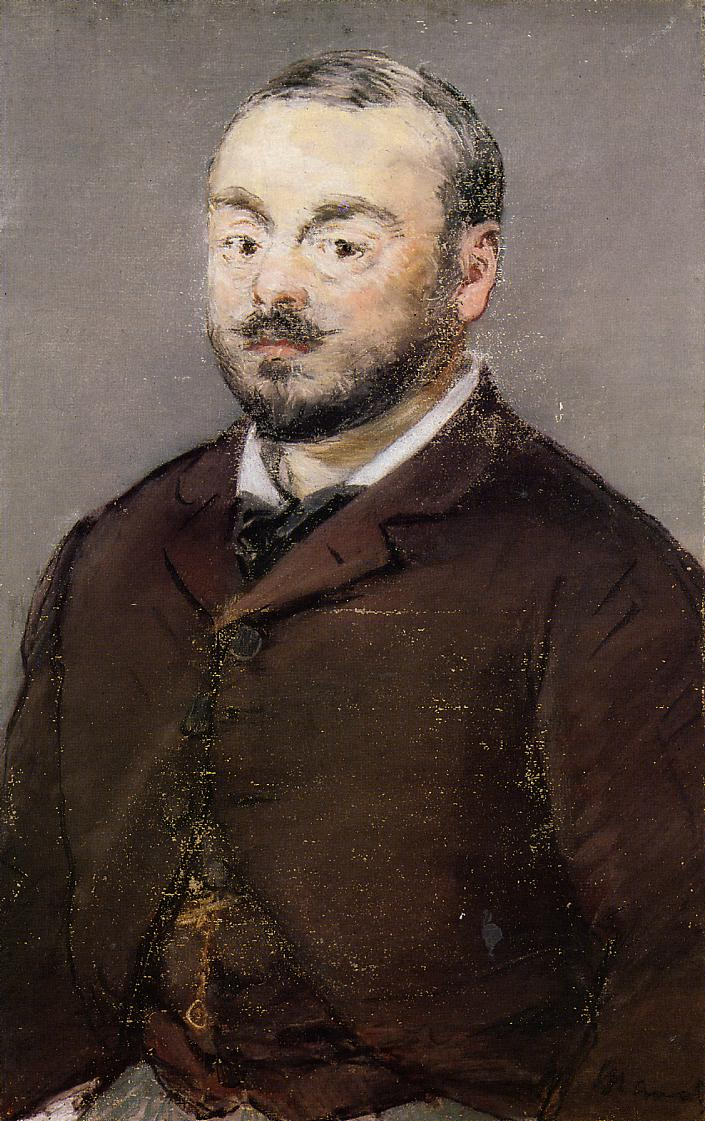
Édouard Manet: (1880)
Bildnis Emmanuel Chabrier

  - Une éducation manquée (Die Bildungslücke, 1879)
  - Gwendoline (1885, UA 1886)
  - Le roi malgré lui (König wider Willen, 1887)
  - Briséïs (1888–1891, nur der 1. Akt vollendet)
- Orchesterwerke
  - Lamento (1874)
  - Larghetto für Horn und Orchester (1875)
  - España (1883), Rhapsodie
  - Joyeuse marche (1888)
  - Prélude pastorale (1888)
  - Suite pastorale (1888, Bearbeitung von 4 Stücken aus den Pièces pittoresques für Klavier)
- Klavierwerke
  - Rêverie (1855)
  - Julia. Walzer op.1 (1857)
  - Le Scalp (1861)
  - Souvenirs de Brunehaut. Walzer (1862)
  - Marche des Cipayes (1863)
  - Pas redoublé (Cortège burlesque, 1871)
  - Suite de valses (1872)
  - Impromptu C-Dur (1873)
  - Pièces pittoresques (1881)
  - Trois valses romantiques für 2 Klaviere (1883)
  - Habanera (1885, auch orchestriert)
  - Souvenirs de Munich. Quadrille über Themen aus Tristan und Isolde für Klavier vierhändig (1885–1886)
  - Bourrée fantasque (1891, auch orchestriert)
  - Cinq morceaux (postum)
- Lieder
  - neun Lieder (1862)
  - Sérénade de Ruy Blas (1863)
  - L’invitation au voyage (1870)
  - Sommation irrespectueuse (1880)
  - Tes yeux bleus (1883)
  - Credo d’amour (1883)
  - Chanson pour Jeanne (1886)
  - Mélodies (1890)
  - Lied. Nez au Vent (postum)
- weitere Vokalwerke
  - Cocodette et Cocorico. Komisches Duett für 2 Stimmen und Orchester (1877–1879)
  - Monsieur et Madame Orchestre. Komisches Duett für 2 Stimmen und Orchester (1877–1879)
  - La sulamite. Scène lyrique für Mezzosopran, Frauenchor und Orchester (1884)
  - Duo de l’ouvreuse de l’Opéra-Comique et de l’employé du Bon Marché (1888)
  - Ode à la musique für Sopran, Frauenchor und Orchester (Klavier) (1890)